# Сластничиха
Сластничиха — деревня в Тотемском районе Вологодской области.
Входит в состав Калининского сельского поселения, с точки зрения административно-территориального деления — в Калининский сельсовет.
Расстояние по автодороге до районного центра Тотьмы — 33 км, до центра муниципального образования посёлка Царёва — 8 км. Ближайшие населённые пункты — Кашинское, Конюховская, Коровинская, Левинское, Царёва.
По переписи 2002 года население — 7 человек.